# ماچادوس
ماچادوس (به پرتغالی: Machados) یک منطقهٔ مسکونی در برزیل است که در پرنامبوکو واقع شده‌است. ماچادوس ۵۶٫۹۶ کیلومتر مربع مساحت و ۱۶٬۳۲۱ نفر جمعیت دارد و ۳۲۰ متر بالاتر از سطح دریا واقع شده‌است.